# Jiří Šust
Jiří Šust, né le 28 août 1919 à Prague où il est mort le 30 avril 1995, est un compositeur et auteur de musiques de film tchèques. 
Il a composé la musique de douze des films de Jiří Menzel.

## Biographie
De 1936 à 1939, il étudie le piano au Conservatoire d'État de Moscou avec Grigori Ginzbourg et la composition avec Sergueï Nikiforovitch Vasilenko. Il poursuit ses études au Conservatoire de Prague avec Jaroslav Řídký et Alois Hába. Diplômé en 1942, il se consacre à la composition de musiques de courts métrages aux studios de cinéma de Zlín. Il devient officier musical du Parti communiste de la région de Bohême centrale. Plus tard, il travaille comme dramaturge musical pour un film militaire.
Il compose la musique de nombreux films, jusqu'à sa collaboration avec Jiří Menzel en 1965 sur la nouvelle  Smrt pana Baltazara, tirée du film Les Petites Perles au fond de l'eau. Un an plus tard, sort le film Trains étroitement surveillés, qui connaît un succès international et remporte un Oscar. La collaboration entre les deux créateurs se poursuit jusqu'en 1994 (Les Aventures d'Ivan Tchonkine).
Šust a également utilisé un certain nombre de chansons originales dans des courts métrages (par exemple Jak se bavil svět ou Písně o moři). Nombre de ses chansons sont incluses dans ses accompagnements musicaux de nombreuses productions télévisées. Sa collaboration de longue date avec des films documentaires, pour lesquels il a également sélectionné un accompagnement musical, reste quelque peu secondaire. Šust est également l'auteur de nombreuses compositions symphoniques, de chambre et vocales. Il n'a pas évité de collaborer à des projets politiquement engagés, composant la musique de plusieurs films célébrant le mouvement ouvrier (Olověný chléb, Únos...), et est l'auteur de nombreuses chansons pour des ensembles de pionniers et de jeunes et de la musique pour les exercices du Spartak.
Il possédait un sens aigu du drame et de la synthèse de divers genres musicaux. Sur demande, il était capable d'imiter Beethoven, Smetana, Khatchatourian, Bach ou Vivaldi. Grâce à cette aptitude, il a été choisi pour collaborer au film Zbraně pro Prahu (cs) , où il fut chargé d'écrire des compositions dans le style de la musique nazie, dont les droits d'auteur n'étaient pas disponibles.
En 1994, un film documentaire, Hudba Jiří Šust (La musique de Jiří Šust), est réalisé sur lui.

## Œuvres

### Compositions symphoniques et cantates
- Sinfonia (composition de fin d'études, 1941)
- Cesta domů (poème symphonique, 1946)
- Suita antiqua (1948)
- Symfonie života a práce (1949, Prix du ministère de l'Information et de l'Éducation)
- Romantická fantasie, pour piano et orchestre (1950)
- Za mír (suite du ballet Mír (Paix), 1951)
- Tanec vysokých bot (1952)
- Píseň o vrchním veliteli (paroles de Stanislav Kostka Neumann, 1952)
- Smuteční hudba (1953)
- Život vítězí nad smrtí (pour les exercices du Spartak, 1960)
- O slunci a dešti (scène de danse, 1961)
- Píseň o svobodě lidstva (cantate, 1962)
- Holubička (1962)

Il a également composé de la musique de scène pour des représentations théâtrales.

### Musique de film
- 1942 : Nejvýnosnější prodej
- 1942 : Osvobozené nohy
- 1945 : Tři knoflíky
- 1945 : Vánoční sen
- 1946 : Mrtvý mezi živými
- 1947 : Nevíte o bytě?
- 1947 : Týden v tichém domě
- 1948 : Svědomí
- 1948 : Ves v pohraničí
- 1950 : Racek má zpoždění
- 1950 : Vítězná křídla
- 1952 : Nad námi svítá
- 1952 : Únos
- 1953 : Olověný chléb
- 1954 : Frona
- 1955 : Státní a vojenské tajemství
- 1955 : Tanková brigáda
- 1956 : Modrá a zlatá
- 1956 : Synové hor
- 1956 : Váhavý střelec
- 1956 : Zlatý pavouk
- 1958 : Kasaři
- 1958 : Morálka paní Dulské
- 1958 : O věcech nadpřirozených
- 1959 : Křižovatky
- 1960 : Lidé jako ty
- 1961 : Tereza
- 1962 : Pevnost na Rýně
- 1963 : Skotská s ledem (téléfilm)
- 1964 : Případ Daniela
- 1964 : Strakatí andělé
- 1965 : Perličky na dně
- 1965 : Zločin v dívčí škole
- 1966 : Dva tygři
- 1966 : Ostře sledované vlaky
- 1966 : Sedmikrásky
- 1966 : Slečny přijdou později
- 1967 : Amatér (téléfilm)
- 1967 : Dívka s třemi velbloudy
- 1967 : Inzerát (téléfilm)
- 1967 : Případ paní Luneauové (téléfilm)
- 1967 : Rozmarné léto
- 1967 : Soudničky (série télévisée)
- 1967 : Soukromá vichřice
- 1968 : Bohouš (téléfilm)
- 1968 : Don Juan 68
- 1968 : Rána pod pás
- 1969 : Houslista
- 1969 : Kolonie Lanfieri
- 1969 : Skřivánci na niti
- 1969 : Ve vlaku
- 1969 : Zabitá neděle
- 1969 : Záhada hlavolamu (série télévisée)
- 1969 : Město pod Hněvínem (film documentaire sur la ville de Most)
- 1970 : Obavy komisaře Maigreta (téléfilm)
- 1970 : Takže ahoj
- 1971 : Almara (téléfilm)
- 1971 : Svědectví mrtvých očí
- 1972 : Byli jednou dva písaři (série télévisée)
- 1972 : Cesty mužů
- 1972 : Medvěd pro hosta (téléfilm)
- 1972 : Věra - nevěra (téléfilm)
- 1972 : Vražda před večeří (téléfilm)
- 1973 : Maturita za školou
- 1973 : Výstřely v Mariánských Lázních
- 1974 : Zbraně pro Prahu
- 1975 : Mys Dobré naděje
- 1975 : Namátková kontrola (téléfilm)
- 1975 : Recepty doktora Kudrny (téléfilm)
- 1975 : Rodič (téléfilm)
- 1976 : Boty plné vody
- 1976 : Na samotě u lesa
- 1976 : Vánoce u Matěnů (téléfilm)
- 1977 : Parádní číslo (téléfilm)
- 1977 : Zlaté rybky
- 1978 : Báječní muži s klikou
- 1978 : Jak se zranit ve službě (téléfilm)
- 1978 : Pumpaři od Zlaté podkovy
- 1979 : Jak se naučit švédsky (téléfilm)
- 1979 : Panelstory aneb Jak se rodí sídliště
- 1979 : Silvestr svobodného pána (téléfilm)
- 1980 : Blázni, vodníci a podvodníci
- 1980 : Postřižiny
- 1981 : Hodina života
- 1981 : Proč se vraždí starší dámy (téléfilm)
- 1983 : Chladna zrána (téléfilm)
- 1983 : Milo Barus, der stärkste Mann der Welt
- 1983 : Samorost
- 1983 : Slavnosti sněženek
- 1984 : Pražský svědek
- 1985 : Vesničko má středisková
- 1985 : Zelená léta
- 1986 : Gottwald (série télévisée)
- 1986 : Návštěvní hodiny (téléfilm)
- 1987 : Zdaleka ne tak ošklivá, jak se původně zdálo (téléfilm)
- 1988 : Don Juan (enregistrement théâtra)
- 1988 : Piloti
- 1988 : Věrni zůstaneme
- 1989 : Konec starých časů
- 1990 : Vracenky
- 1992 : Hat-Trick (film étudiant)
- 1993 : Krvavý román
- 1993 : Život a neobyčejná dobrodružství vojáka Ivana Čonkina
- 1994 : Hrad z písku
- 1995 : Divoké pivo

Il a également composé la musique d'environ 60 films documentaires, dont 6 qu'il a lui-même réalisés.